# Japanische Managementkultur

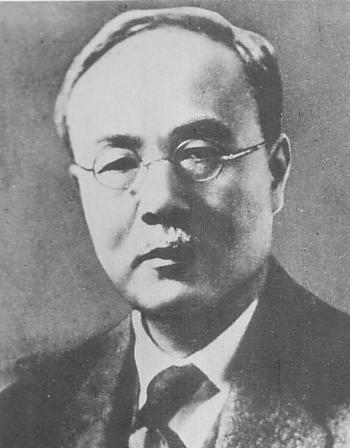
Ein Porträt von Mutō Sanji, der den Familismus in das japanische Management brachte

Bei der japanischen Managementkultur handelt es sich um einen Führungsstil, der vor allem in wirtschaftlich unstabilen Zeiten mit der hohen Wertschätzung zu Mitarbeitern und Produktionstechniken, abgeleitet von japanischen Lebens- und Arbeitsphilosophien beziehungsweise Methoden, in Japan gängig Anwendung findet. Dieser japanische Führungsstil im Management weist starke Parallelen zur japanischen Menschenführung auf, die auch als Leadership bekannt ist.

## Japanische Managementkultur als Führungsstil
Zunächst soll geklärt sein, dass sich die japanische Managementkultur und damit der Führungsstil auf der Basis der Theorie Z bewegt, somit ist davon auszugehen, dass Faktoren wie Identifikation mit dem Unternehmen und Motivation der Mitarbeiter grundsätzlich im Stil behandelt werden. Die japanischen Führungsmethoden sind im Gegensatz zu den US-amerikanischen Methoden, die auf Individualität und Selbstständigkeit ausgelegt sind, eher auf Gruppenarbeit und den Austausch von Ideen bezogen.
Die Kommunikation zwischen Management und Arbeitnehmern ist in Japan ein wichtiger Faktor, der mit einem berühmten Zitat von Morita Akio erklärt werden soll:

„Eine Firma wird nirgendwo hinkommen, wenn alles Denken dem Management überlassen wird.“

Japanische Unternehmen gehen davon aus, dass der Mensch die Fähigkeit besitzt, große Entwicklungen mit persönlicher Entfaltung zu erreichen, und wollen sich damit ihren Nutzen für das eigene Unternehmen schaffen. Matsushita Kōnosuke, der für die Gründung des Unternehmens Matsushita Electric Industrial, das später in Panasonic Corporation umbenannt wurde, bekannt ist, schuf während der Great Depression in den 30ern, die auch Japan betraf, 1933 fünf der später (1937) sieben Kernprinzipien, die als „Seven Principles“ (dt. sieben Kernprinzipien) bekannt geworden sind.
Diese Kernprinzipien prägen den japanischen Führungsstil bis heute:
1. Beitrag zur Gesellschaft
2. Fairness und Ehrlichkeit
3. Zusammenarbeit und Teamgeist
4. Erbarmungslose Anstrengungen zur Verbesserung
5. Höflichkeit und Demut
6. Anpassungsfähigkeit
7. Dankbarkeit

### Methoden
Orientiert an den Kernprinzipien finden folgende Methoden in japanischen Unternehmen ausgehend vom Management ihre Anwendung:

#### Hōrensō
Der japanische Begriff Hōrensō (報・連・相 in anderer Umschrift Hourensou) steht für einen Führungsstil, bei dem Mitarbeiter, im Falle eines Problems im Unternehmen, das Problem den Vorgesetzten oder der Organisationsabteilung melden und nicht untereinander für sich behalten sollen. Dies soll die Mitarbeiter dazu führen, Probleme zu besprechen und nicht zu glauben, diese alleine bewältigen zu müssen. Um Verwechslungen mit dem japanischen Wort für Spinat zu vermeiden, nutzt man auch die Schreibweise Ho–Ren–So; hierbei steht das Hō für „Hōkoku“ (報告; dt. Bericht), Ren für „Renraku“ (連絡; dt. Kontakt) und Sō für „Sōdan“ (相談; dt. Beratung). Somit würde man das Akronym Ho–Ren–So theoretisch als Bericht–Kontakt–Beratung ins Deutsche übersetzen und hiermit auch den Vorgang mit der Berichterstattung des Problems, der Kontaktaufnahme zum Vorgesetzten und der anschließend entstehenden Diskussion beziehungsweise Hilfestellung beschreiben. Diese drei Attribute charakterisieren die hierbei entstehende Kollaboration und den Informationsfluss in der effektiven Organisationskultur. Als geeignet gilt dieser Führungsstil bei Fabrikarbeitern, die mit komplexen Maschinen arbeiten, Ingenieuren und Managern.

#### Genchi Genbutsu
Unter Genchi Genbutsu (現地現物) versteht man den Stil von Führung, bei dem man selbst (das Management / der Vorgesetzte) an die Wurzel eines Anliegens oder Problems geht, um notwendige Informationen für richtige Entscheidungen abzuleiten, und anschließend die Ziele in optimaler Geschwindigkeit erreicht werden. Kurzgefasst wird Genchi Genbutsu beispielsweise „Selbst vor Ort Erkenntnisse gewinnen“ übersetzt. Dieser Führungsstil basiert auf einem der fünf Leitsätze von Toyota, die als The Toyota Way populär sind.

#### Ringi Seido bzw. Ringisei
Mit Ringi Seido (稟議制度) oder Ringisei (稟議制) bezeichnet man einen japanischen Entscheidungsfindungsprozess, der auf Gruppenentscheidungen, ausgehend von einem Individuum, basiert.

### Kriterien mit Vergleich zum US-amerikanischen Führungsstil
Um einen Überblick über die Systematik des japanischen Führungsstils zu geben, sind folgend die grundlegenden Kriterien in alphabetischer Reihenfolge aufgelistet. Der Ursprung wird definiert, um die Einflussfaktoren auf die geschaffene Managementkultur zu verdeutlichen. Zusätzlich wird für eine bessere Darstellung im Bezuge auf andere Stile ein Vergleich zum US-amerikanischen Führungsstil vorgeführt.
| Kriterien                         | Japanischer Stil | US-amerikanischer Stil |
| --------------------------------- | --- | --- |
| Beschäf- tigungs- system          | - Als einzig bekanntes Land der Welt praktiziert Japan das sogenannte gleichzeitige Rekrutieren von Hochschulabsolventen (新卒一括採用; Shinsotsu Ikkatsu Saiyō), das vorsieht immer zum 1. April jeden Jahres neues Personal einzustellen. Laut einer Studie von Mynavi aus dem Jahr 2014 hatten 80 % der graduierten Studenten ein Problem beim Einstieg in das Berufsleben wegen der erschwerten Suche nach einer Beschäftigung über die starke Konkurrenz. - Das Konzept Shūshin Koyō (終身雇用 – oder zu Deutsch die lebenslange Beschäftigung) beginnt mit der gleichzeitigen Rekrutierung von Hochschulabsolventen, endet mit dem Ruhestand und bietet dem Arbeitnehmer eine Berufssicherheit, mit der die Loyalität zum Unternehmen beworben werden soll. Nach langer Überzeugung von Shūshin Koyō in Japan, begannen seit der Finanzkrise ab 2007 einige Unternehmen das Konzept zu verwerfen. - Schließlich existiert noch das Nenko System oder auch Alters-Lohn-System (年功序列; Nenkō Joretsu), bei dem die Vergütung nach einer Rangliste in der die Platzierung zum Ruhestand hin höher gewertet wird. - Als Sonderform ist noch zu erwähnen, dass über eine Union Shop-Klausel der Arbeitgeber nur Gewerkschaftsmitglieder einstellen darf und auch keine Mitglieder, die sich aber in einem bestimmten Zeitraum von 30 bis 90 Tagen nach Eintritt des Arbeitsverhältnisses für die Gewerkschaft anmelden müssen. Diese ganzen Punkte sollen eine Harmonie für die Arbeitnehmer in Zusammenarbeit unter sich und zum Management schaffen, indem versucht wird, die Arbeitnehmer an das Unternehmen zu binden und gegebenenfalls das ganze Berufsleben lang zu beschäftigen. | - Während Japaner nach den Definitionen eher ein Leben lang in einem Unternehmen bleiben, sammeln US-amerikanische Manager meistens Erfahrung im Ausland und wechseln zu Unternehmen, die ihre internationale Position stärken wollen. - Außerdem sind die US-amerikanischen Manager sich selbst loyaler als gegenüber dem Unternehmen, in dem sie arbeiten, denn sie wechseln das Unternehmen, sobald ein besseres Angebot vorliegt.                                       |
| Business- to- Business            | - Gleich wie in Deutschland existiert in Japan die Überkreuzbeteiligung, wobei Unternehmen sich gegenseitig mit demselben Prozentsatz von Aktien unterstützen und somit strategisch orientiert ist. Eingeführt wurde dieses System, nachdem in den 1960ern ausländische Anleger japanische Aktien kauften, um einer Inflation als Verteidigungsmaßnahme gegen zu wirken. Aus Überkreuzbeteiligungen entstehen zwar Bündnisse von Unternehmen, die Unternehmen werden aber stark voneinander abhängig, denn seit 2004 gab es die ersten Einbrüche, die einige ertragsstarke Unternehmen wegen der Überkreuzbeteiligung mit mindestens einem extrem ertragsschwachen Unternehmen, hinuntergezogen haben. Daraufhin fand diese Methode scharfe Kritik aus dem Ausland. Die Vorgesetzten der japanischen Unternehmen aber zählen die Überkreuzbeteiligung zu ihrer Managementkultur und beschreiben sie als ertragbringend, denn sie ist Teil ihres Corporate Governance. 50 % der Wahlrechte in japanische Unternehmen sollen an 2,1 % von bestimmten Shareholdern gehen, womit eine Umstellung dieser Methode sowieso als schwer umsetzbar gilt. Ableitend lässt sich sagen, dass das japanische Business-to-Business auf dem Aktienmarkt, über Gruppenarbeit mit Zusammenhalt im Sinne der Überkreuzbeteiligung, als Teil der japanischen Managementkultur wirkt. | Im Gegensatz zur japanischen Gruppenarbeit und dem dadurch entstehenden Zusammenhalt an der Börse, geht es in den Vereinigten Staaten eher stark konkurrierend vor. Einige Konzerne haben sogar Anteile an Unternehmen, die gegenseitig konkurrieren. |
| Der Markt                         | - Die englische Terminologie Administrative Guidance (Gyōsei-Shidō – 行政指導) ist ein japanisch bürokratischer Führungsstil, der in den 1960ern das Interesse der Studenten über die japanischen Massenmedien weckte und somit über die Jahrzehnte häufigere Anwendung fand. Bei diesem Führungsstil geht es um Führungsaktivitäten von dem Management ausgehend, an bestimmte Zielgruppen gerichtet, ohne dabei gesetzlich gebunden zu sein und diese Aktivitäten angepasst an die Zielgruppe als Verwaltungsziele auszulegen. Obwohl keine Gesetzesgebung hierfür besteht, dürfen sie für verständlich dem japanischen Gesetz nicht widersprechen. Dies lockert die Bürokratie in den Unternehmen und sorgt für eine Flexibilität des Managements. - Hauptsächlich in der Periode 1960 bis 1980 wurde in Japan das sogenannte Gosōsen-dan Hōshiki (護送船団方式; auch als Convoy System oder Convoy Capitalism bekannt) angewendet. Der Term Convoy (englisch für Geleitzug) wird verwendet, um „das Begleiten“ für schützende Maßnahmen, die sich metaphorisch auf Schiffe oder Fahrzeuge beziehen – die bei Ausfall einer Einheit rücksichtsvoll bis zur Erholung dieser Einheit warten – zu erklären. Mit dem „Begleiten“ bezieht man sich im Zusammenhang auf den Markt auf die Regierung, die das Bestehen des Wirtschaftswachstums schützen will. Dieses System ist auch der Grund für das Bewältigen von Problemen der wirtschaftlichen Stagnation, die von dem Platzen der Spekulationsblase Anfang der 90er verursacht wurde. Anhand dieser Punkte lässt sich sagen, dass das Management in ihren Aktivitäten weitgehend flexibel sein darf, aber abhängig von den staatlichen Eingriffen beschränkt sein kann. | Der Staat handelt kaum mit Eingriffen in den Markt und überlässt den Unternehmen damit einen enormen Handelsspielraum, mit dem Vertrauen, dass sich das Individuum in Krisenzeiten beispielsweise über Ersparnisse zum größten Teil selbst schützt. Das Management kann somit unternehmerische Interessen zentralisieren, die die Regierung mit Eingriffen auf den Gesamtmarkt nicht verhindern könnte, aber auch nur, weil dieser Eingriff selten bis nicht vorhanden ist. |
| Entschei- dungs- verfahren        | Hierbei findet die Ringi-seido-Methode ihren Einsatz, die Bottom-up verläuft. Aufgrund der Aufwendigkeit dieses Verfahrens, erfordert diese Methode eine längere Zeit und ist damit strategisch ausgelegt, führt aber zum kollektiven Einbezug der Arbeitnehmer bei den Entscheidungen, die den Konsens ausmachen, womit der Zeitverlust in der späteren Erfüllung ausgeglichen wird. | Im Kontrast zum japanischen Stil, dominiert die Top-down-Methode in US-amerikanischen Unternehmen. |
| Familis- mus                      | - Das japanisch demokratische, egalitäre, emotionale und soziale Matriarchat, so wie die Familienordnung der Reisbauern bis zum Jahr 300 beschrieben wird, trennte seine Dorfmitglieder im Zusammenleben je nach Alter und Geschlecht. Diese vergangene Ordnung in japanischen Dörfern ausgehend von den Reisbauern, weist Ähnlichkeiten zur heutigen japanischen Managementkultur auf. In unserer Zeit teilen japanische Unternehmen die Arbeitnehmer apodiktisch nach Geschlecht, neuen Rekrutierungen von länger beschäftigten Arbeitnehmern und das Leben in den firmeneigenen Junggesellenwohnungen auf. - Mit dem Einfluss der Samurai und dem Konfuzianismus, gestaltete sich das folgende System Ie (家; Haus). Ie wird als Haushalt beschrieben, in dem Blutsverwandte, angeheiratete oder adoptierte Mitglieder der Familie zusammenleben. Hierbei bestimmt das männliche Oberhaupt über persönliche Interessen der einzelnen Familienmitglieder, die den Hausinteressen unterliegen. Nach diesem System sollen Familienmitglieder gemeinsam in Harmonie leben, sich loyal und anständig verhalten, ihren Vorfahren Tribut erweisen und Ie den folgenden Generationen lehren. Das Individuum war in seiner sozialen Identität somit von der Zugehörigkeit des Hauses geprägt. - Während der Meiji-Zeit (1868 bis 1912) wurde die Familienharmonie, die dem Kaiser dienen sollte, als Ideal auf den japanischen Staat übertragen. In dieser Periode begann auch die Industrialisierung, bei der die schlechten Arbeitsbedingungen Auslöser für erhöhte Fluktuation und Streiks waren. Das führte letztendlich zur Knappheit der qualifizierten Arbeitskräfte und man bezog das Ie-Konzept nun auch in den japanischen Führungsstil ein, das vorher im Management keine Anwendung fand. Der Zuständige für die Einführung im japanischen Management war Mutō Sanji, der besorgt war, dass eine erst geplante Anpassung an den westlichen Führungsstil das japanische Management mit den Arbeitskräften in Konflikt bringen würde, da eine landesweite Gründung eines europäisch-orientierten Arbeiterverbands, der als radikal beschrieben wurde, eine Zerstörung der Werte des japanischen Familismus' darstellen würde. Sanji schlug vor die Arbeiterverbände einen paternalistischen Führungsstil (in Form von Ie) den Arbeitnehmern gegenüber anzuwenden, was Zustimmung fand. Die hierbei entstandene Form von Paternalismus sorgt dafür, dass die Arbeitnehmer unter der „Bevormundung“ regulär keine eigenen Entscheidungen im Unternehmen für sich treffen und einer Hierarchie untergeordnet sind. | Der „Amerikaner“ folgt mit seiner Freiheit zur Individualität dem Personalismus. |
| Offen- legung von Informa- tionen | - Die japanische Wirtschaft wurde während der Industrialisierung in der Meiji-Zeit von einer kleinen Anzahl von Banken, Keiretsu, noblen Familien oder Zaibatsu kontrolliert. Während des Verlaufs der Meiji-Restauration ersetzten diese sich, sodass beispielsweise die Zaibatsu die Keiretsu ablösten. - Nach dem Zweiten Weltkrieg wuchs Japan zu einem bedeutenden Bestandteil der Weltwirtschaft heran, der sich seit Anfang der 90er aufgrund des Platzens der Spekulationsblase in einer Deflation befindet. Wegen der Abschwächung des Yens und damit dem Einbruch an der japanischen Börse, waren die weltweit sechs größten Banken ab Ende 1998 nicht mehr japanisch, die es zuvor waren. Dieser Einbruch führte zu einer Umstrukturierung der Buchführung zum japanischen Bankenwesen, das mit den Unternehmen besser kooperieren will. Japanische Banken haben direkten Zugriff auf die Buchführungsinformationen ihrer Klienten und haben daher kaum Interesse an einer externen Finanzberichtserstattung. Die Shareholder, zu denen auch die Banken zählen, neigen eher dazu private Buchführungsinformationen zu wollen und bei jährlichen Treffen mit dem Management der jeweiligen Unternehmen an Wahlen teilzunehmen. Große japanische Unternehmen orientieren sich zwar an den Grundsätzen ordnungsmäßiger Buchführung auf strategischer Sicht, werden aber stark vom Bankensektor beeinflusst. Die Offenlegung von Informationen erfolgt eher privat zwischen Kreditinstitut und Unternehmen. Die Unternehmen teilen die Buchführungsinformationen aber auch mit den Arbeitnehmern, da diese geschlossenen Gewerkschaften angehören und somit die sozusagen private Kommunikation erhalten bleibt. - Nach dem Beschließen des Kyoto-Protokolls fingen immer mehr Unternehmen an Umweltbilanzen der Öffentlichkeit zugänglich zu machen. Als Teil der Umweltbilanz veröffentlichten einige Unternehmen zusätzlich Informationen über intern soziale und wirtschaftliche Aktivitäten. Im Jahr 2002 beteiligten sich 650 japanische Unternehmen an dieser Publizierung, wovon 187 Unternehmen die Umweltbilanz mit Zusatz veröffentlichten – Tendenz steigend. Seit dieser steigenden Popularität der Offenlegung von Informationen in japanischen Unternehmen, stieg das Interesse des Managements die Ergebnisse der Umweltbilanzen stets zu verbessern. Indem mit einer Win-win-Strategie der Umweltschutz und ein höheres Einkommen der Arbeitnehmer bedeutender strukturiert werden soll, soll dies erreicht werden. Hiermit verbessert sich schließlich auch das Image des Unternehmens in der Öffentlichkeit. Dieser Teil des Managements wird auch Umweltmanagement bezeichnet, das zu beachten hat, dass beim Entscheidungsverfahren in der Umweltbilanz eine erhebliche Lücke zwischen „tatsächlichen Leistungen“ und „erwarteten Leistungen“ gegeben ist. Zusammenfassend soll erwähnt sein, dass sowohl private als auch öffentliche Kommunikation vom Management betrieben wird. | In den Vereinigten Staaten läuft dies etwas spezieller, denn dort müssen zusätzlich anhand dieser Bilanzen Gehaltsunterschiede publiziert werden. |

#### Zusammenfassung des japanischen Stils
Das japanische Management orientiert sich auf Langzeit, also strategisch in seinem Handeln. Kollektive Entscheidungen werden mit Arbeitnehmern zur Konsensbildung vorbereitet und getroffen, gerne auch mit anderen Unternehmen. Damit werden Entscheidungen eher langsam getroffen, beziehen sich aber auf eine Vielfalt von Meinungen, womit der Zusammenhalt über die Gruppenarbeit beschrieben wird. Mit dem Trend der Offenlegung von Informationen über die öffentliche Kommunikation zum japanischen Volk, erhofft sich das Management das Unternehmen mit einem besseren Image vertreten zu können. Trotzdem wird paternalistisch eine Hierarchie im Unternehmen geschaffen.

## Kleinere Unternehmen
In kleineren japanischen Unternehmen entwickelte sich ein anderer Führungsstil, der mit der Einteilung von Mitarbeitern zu Aufstiegsmöglichkeiten in Form von Meistertiteln sich am deutschen Vorbild orientiert, aber damit nicht identisch ist. Im japanischen Ausbildungssystem und auf dem japanischen Arbeitsmarkt, wird nicht nach Berufsqualifikationen unterteilt und staatliche Zertifikationen für fachliche Kompetenzen sind nicht gegeben; deswegen existieren auch keine anerkannten Abschlüsse. Diese für den Arbeitsmarkt benötigte Leistung wird daher in Unternehmen intern geschaffen. Hierbei existiert in der Regel keine Festlegung auf einen bestimmten Tätigkeitsbereich, womit die Ausbildung zu einem Generalisten in der Unternehmung erzielt wird. Diese interne Ausbildung führt zu einer individuellen Anpassung bei der Festsetzung der Unternehmung, womit einer anderen Unternehmung diese intern erreichten Qualifikationen als unakzeptabel gelten. Arbeitnehmer sammeln ihre interngeltenden Qualifikationen, indem sie in verschiedene Bereiche oder Tätigkeiten einer Unternehmung eingesetzt werden über das „Training on the job“-Konzept. Die Zeit bis zum theoretischen Abschluss von „Training on the job“ variiert im Gewerbe wie beispielsweise beim „Sushi-Koch“ mit bis zu 15 Jahren bei Männern, womit schließlich auch geschlechtliche Unterschiede gegeben sind.
Es heißt, dass die unternehmungsinterne Ausbildung die Flexibilität im Arbeitseinsatz innerhalb der Unternehmung stärkt, aber die Mobilität der Arbeitnehmer auf dem Arbeitsmarkt nahezu verhindert. In Form von Shūshin Koyō bindet ein Unternehmen somit seine Arbeitnehmer stärker mit einer gewissen Abhängigkeit in die Unternehmung ein.
Kritisiert wird der japanische OJT-Führungsstil der Unternehmen, weil er von älteren Vorgesetzten (mit dem Senior Management zu vergleichen) nicht an die wirtschaftlichen Veränderungen der Zeit angepasst wurde oder gar komplett verwerflich scheint. Die (älteren) Vorgesetzten scheinen keine neuen Ideen zu entwickeln und hängen an ihrer alten Führungskultur, die sich einer neuen Generation von Wissensgesellschaft stellen muss.

## Frauen im japanischen Management
Über 30 % der 500 größten Unternehmen nach Marktkapitalisierung haben mindestens eine Frau, die eine Position im Senior Management ausübt – im Jahr 2013 waren es nur 23 % der Unternehmen. 152 Unternehmen haben mindestens ein weibliches Vorstandsmitglied, insgesamt sind dies 192 Frauen, die einen winzigen Bruchteil von 2,6 % der Positionen ausmachen. (Stand: 2014) Damit haben Frauen in Japan im Vergleich zum internationalen Durchschnitt der Industrieländer eine deutlich (im Verhältnis zu Männern) unterdurchschnittliche Positionierung als Führungskräfte. Shinzō Abe, der 63. Premierminister Japans, kündigte als Teil seiner „Abenomics“-Politik eine soziale Verbesserung der Rolle von Frauen in Japan an, die die Berufsattraktivität mit der verbesserten Kinderbetreuung steigern soll. Zuvor kündigte der damalige Premierminister Jun’ichirō Koizumi 2003 eine flächendeckende Positionierung von 30 % Frauen in Führungspositionen bis 2020 an, die Shinzō Abe in seine „Abenomics“ einbezog, – Problem aber sei die Gesellschaft, in der Frauen in Führungspositionen immer wieder wegen einer sexistischen „Unternehmenskultur“, die vom Familismus der japanischen Gesellschaft geprägt ist, unterdrückt werden. Die Aufgabenverteilung im Management soll auch geschlechtsbezogen unterschiedlich ausfallen. Ein Gleichstellungsamt, das in Japan mit dem Titel Danjo Kyōdō Sankakukyoku (男女共同参画局) besteht und über die Rollen der Geschlechter debattiert beziehungsweise Entscheidungen trifft, kündigte gegen Ende 2015 an, dass eine flächendeckende Positionierung eher mit 7 % bis 2021 realistischer sei.